# Eosentomon wanda
Eosentomon wanda är en urinsektsart som beskrevs av Andrzej Szeptycki 1985. Eosentomon wanda ingår i släktet Eosentomon och familjen trakétrevfotingar. Inga underarter finns listade i Catalogue of Life.